# Savate aux Jeux olympiques d'été de 1924
La savate (ou boxe française) fait partie des sports de démonstration lors des Jeux olympiques d'été de 1924. Elle est présentée au vélodrome d'hiver de Paris. 

## Histoire
Cent ans avant les JO qu’accueillera Paris en 2024, une première olympiade eu lieu dans la capitale. Si la boxe anglaise était déjà discipline olympique, il n’en fut pas de même de la boxe française dite également « la savate ». Or, depuis le début du siècle la savate est très populaire et supplante l’Anglaise dans les clubs de boxe.
Sport de l'aristocratie, la savate prend une place de premier rang au sein des sports français au début du XXe siècle. Elle ne figure cependant pas parmi les disciplines olympiques, à l'inverse de la boxe anglaise. Le comité d’organisation des JO de Paris de 1924 va cependant intégrer la canne de combat et la boxe française au programme. C’est Charles Charlemont qui fut chargé de composer le programme et d’organiser la réunion.
La démonstration de boxe française oppose principalement des membres de l'Académie Charlemont, salle située rue des Martyrs à Paris, à des membres de la salle Haquin à Suresnes. Trois Belges sont invités.
Dix assauts sont programmés, :
- M. Chantrel, amateur (salle Haquin) contre M. Sylvos, amateur (salle Haquin)
- M. Frimat, champion de France (académie Charlemont) contre M. Coxhill, professeur (académie Charlemont)
- M. Lequet, belge contre M. Prévot, professeur (ASM Clermont-Ferrand)
- M. Vassel, amateur (salle Haquin) contre M. Demerle, amateur (salle Haquin)
- M. Trigallez, champion de Belgique contre M. Dormeuil, champion le France (académie Charlemont)
- M. Charlemont et son élève, M. R. Saurin.
- M. Guelpa, amateur (académie Charlemont) contre M. Charriot, amateur (salle Haquin)
- M. Seydoux, champion de France (académie Charlemont) contre M. Saurin, champion de France (académie Charlemont)
- M. Bar, champion de Belgique contre M. Baruzy, champion de France (académie Charlemont)
- M. J. Desruelles, professeur (Roubaix) contre M. Petit

Une démonstration de canne de combat fut associée avec un combat entre le professeur Prévot et le champion de France Beauduin.